# Callerya gentiliana
Callerya gentiliana là một loài thực vật có hoa trong họ Đậu.

## Lịch sử phân loại
Loài này được Augustin Abel Hector Léveillé mô tả khoa học đầu tiên năm 1915 trong sách viết tay Flore du Kouy-Tchéou (Thực vật chí Quý Châu) năm 1914-1915 dưới danh pháp Millettia gentiliniana (với chữ n trong -ini- được gạch bỏ). Năm 2010, trong sách Flora of China, Zhi Wei và Leslie Pedley chuyển nó sang chi Callerya và định danh lại là Callerya gentiliana.

## Tên gọi
Tên gọi thông thường trong tiếng Trung là 黔滇鸡血藤 (Kiềm Điền kê tiết đằng), nghĩa là dây tiết gà Quý Châu Vân Nam.

## Phân bố
Rừng thưa miền núi, đặc biệt là trong các thung lũng đá vôi; cao độ 1.200-2.500 m. Có tại các tỉnh Quý Châu, Vân Nam và miền nam tỉnh Tứ Xuyên.

## Mô tả
Dây leo 1,5–3 m. Thân cây màu nâu ánh xám, thô nhám, có lông tơ mịn màu xám, sau nhẵn nhụi. Lá gồm 5 lá chét; trục lá 12–18 cm, gồm cả cuống lá 3–5 cm; lá kèm ~1 mm; cuống lá nhỏ 2–3 mm; phiến lá hình trứng-elip tới thuôn dài-elip, các cặp lá chét bên 6-8(-10) × 2-3(-4) cm, lá chét tận cùng ~18 × 8 cm, dạng giấy, với thể dạng lông thưa thớt hoặc sau nhẵn nhụi, đáy hình nêm tới gần hình tim, đỉnh từ nhọn tới tù. Chùy hoa đầu cành, 8–15 cm; các cành con mang hoa tỏa rộng, thẳng, có lông măng màu nâu. Hoa 1,5–2 cm. Tràng hoa màu tía; cánh cờ hình trứng ngược, không có thể chai ở đáy, mặt ngoài rậm lông lụa. Bầu nhụy có lông nhung, nhiều noãn. Quả đậu thẳng, 8-15 × 1,5–2 cm, phồng lên, có lá kèm ngắn, lông măng màu vàng, thu hẹp lại ở đoạn giữa các hạt, đỉnh có mỏ cong. Hạt 5 hay 6 mỗi quả, màu nâu sẫm, hình trứng, ~2 × 1,5 cm; rốn hạt ở giữa. Ra hoa tháng 6-7, tạo quả tháng 10-11.